# Masters de Cincinnati 1994
El Abierto de Cincinnati 1994 (también conocido como Thriftway ATP Championships por razones de patrocinio) fue un torneo de tenis jugado sobre pista dura. Fue la edición número 93 de este torneo. El torneo masculino formó parte de los Super 9 en la ATP. Se celebró entre el 8 de agosto y el 15 de agosto de 1994.

## Campeones

### Individuales masculinos
Michael Chang vence a  Stefan Edberg, 6–2, 7–5.

### Dobles masculinos
Alex O'Brien /  Sandon Stolle vencen a  Wayne Ferreira /  Mark Kratzmann, 6–7, 6–3, 6–2.
| Predecesor: Cincinnati 1993 | Masters de Cincinnati 1994 | Sucesor: Cincinnati 1995 |